# ترونیتو
ترونیتو (به لاتین: Trunito) روستایی در بلغارستان است که در گابرووو واقع شده‌است.